# Pescarolo 01
Pour les articles homonymes, voir Pescarolo.
La Pescarolo 01 est une barquette de course construite par Pescarolo jusqu'en 2013 et par OnRoak Automotive depuis 2013 pour prendre la suite de la Pescarolo C60, répondant aux règlements des catégories Le Mans Prototype LMP1 et LMP2 pour être engagé en Le Mans Series, American Le Mans Series et aux 24 Heures du Mans. En 2012, à la suite d'un partenariat entre OAK Racing et Morgan, la voiture est rebaptisée « Morgan LMP2 ».

## Historique

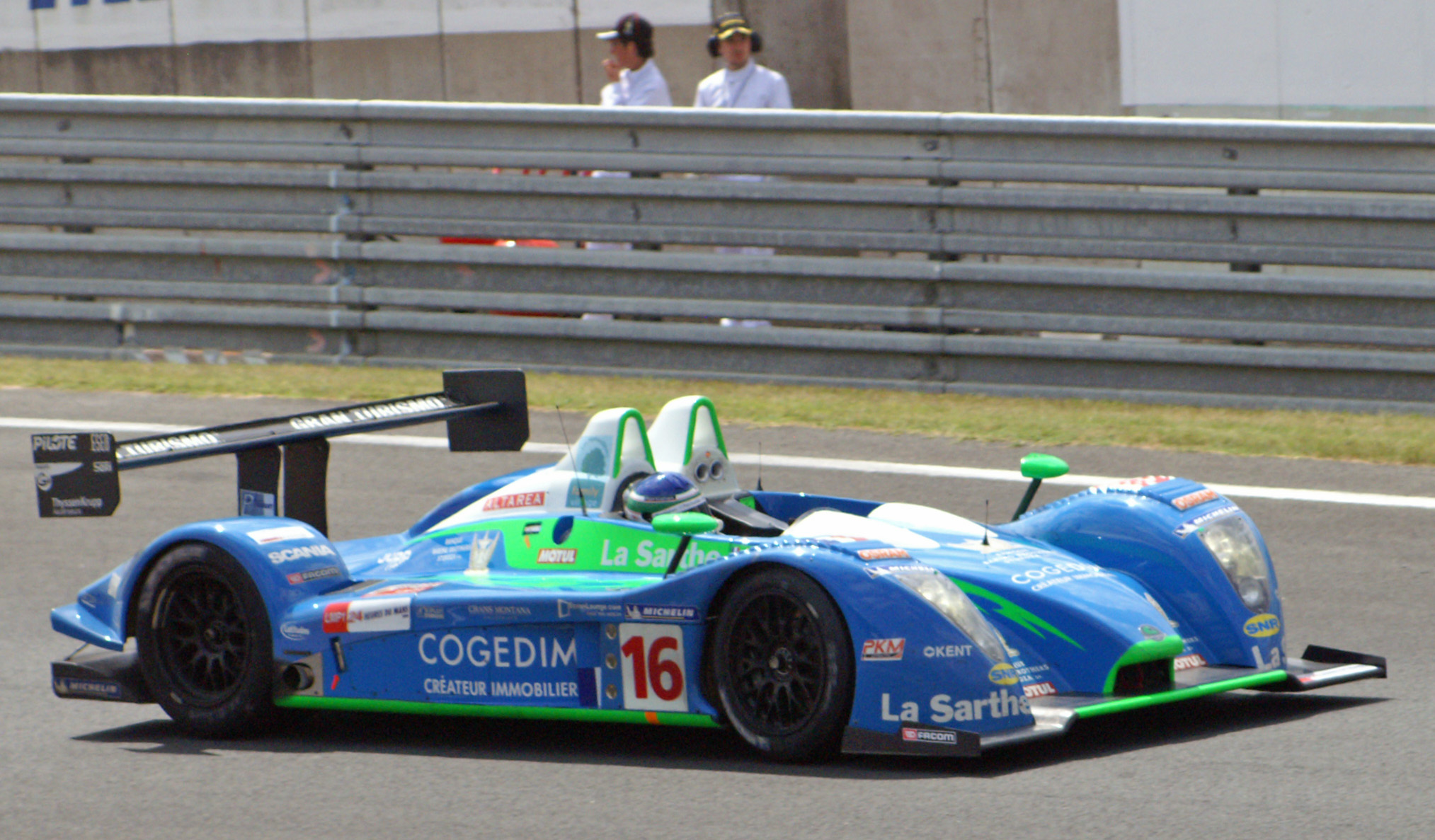
Le châssis no 1 de Pescarolo Sport en 2008.

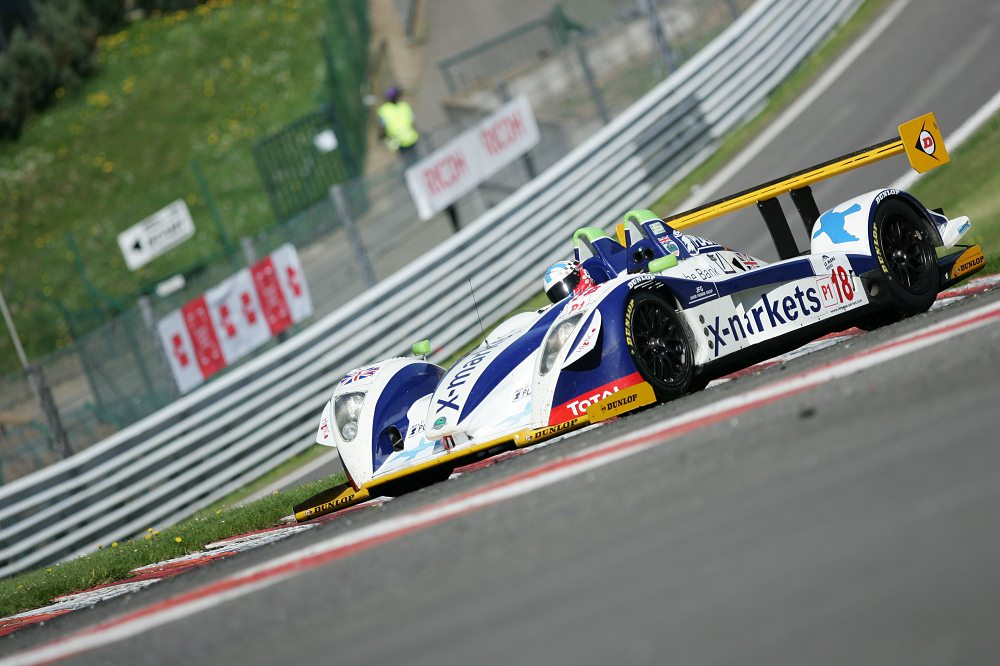
Le châssis no 4 du Rollcentre Racing en 2008.

Issue des enseignements tirés des Courage C52, C60 et de la Pescarolo-Courage C60, qui était une profonde amélioration de la Courage C60, la Pescarolo P01 a été homologuée pour la saison 2007. Elle était équipée de la carrosserie spécifique des C60 de Pescarolo Sport. Cette carrosserie fut revue en 2009 par le bureau d'études Pescarolo, puis en 2010 et 2011 par le OAK Racing, qui a racheté la partie constructeur de Pescarolo Sport après la faillite de l'écurie durant l'intersaison 2009-2010.
Toujours équipée d'un moteur essence, la Pescarolo P01 reste en retrait face aux Turbo Diesel d'Audi et Peugeot. Mais à la suite des améliorations aérodynamiques de la voiture, celle-ci s'est retrouvée parmi les meilleures LMP1 essence. En 2009, la seule Pescarolo engagée en Le Mans Series par Pescarolo Sport a résisté à deux Lola-Aston Martin B09/60 et à deux Oreca 01 durant toute la saison pour terminer deuxième des championnats pilotes et constructeurs. Elle s'est aussi imposée face à la même concurrence en Asian Le Mans Series.
Afin de répondre à la nouvelle réglementation en vigueur pour la saison 2012, la Pescarolo 01 a fortement évolué du côté technique durant l'intersaison, avec apparition d'un « aileron de requin », d'ouvertures au-dessus des roues, et d'une nouvelle face avant similaire à celle des HPD 03.
Après le rachat de l'activité constructeur de Pescarolo par OAK Racing, le développement des Pescarolo 01 a continué, que ce soit sur les LMP1 ou les LMP2. En 2012, à la suite d'un partenariat entre OAK Racing et Morgan, les Pescarolo 01 LMP2 sont renommées Morgan LMP2.
En 2013, les châssis Pescarolo 01 dont la conception date de 2007 ont remporté les 24 Heures du Mans en catégorie LMP2, l'Asian le Mans Series (comme en 2009) ainsi que les championnats du monde d'endurance FIA en catégories LMP2 équipe (Oak Racing) et pilotes (Bertrand Baguette, Martin Plowman et Ricardo Gonzalez). 
En 2015, l'écurie Morand Racing utilise une Morgan Evo, version dérivée de la Morgan LMP2.

## Caractéristiques techniques de la Pescarolo 01 (2011)

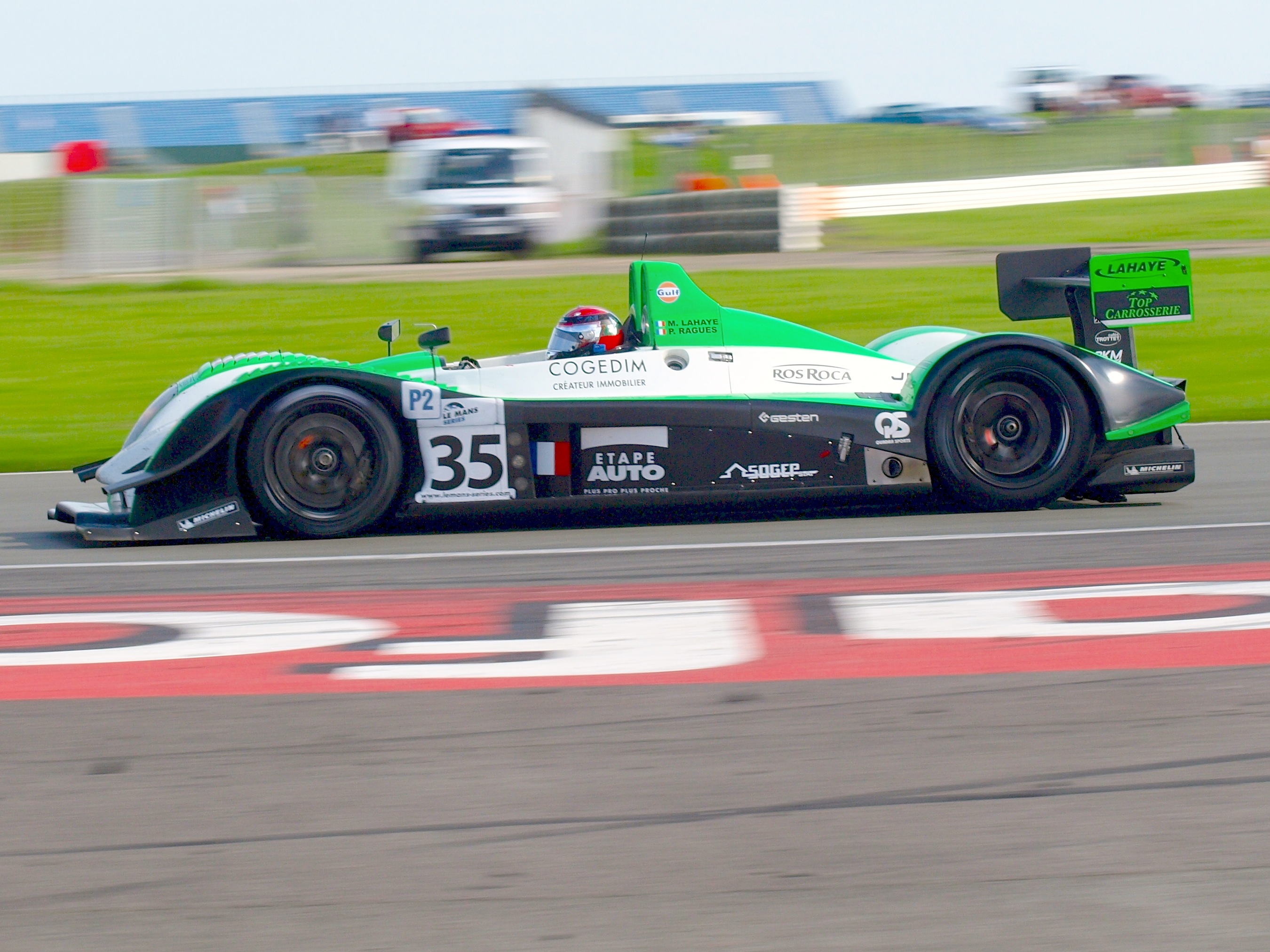
Le châssis no 6 du Saulnier Racing en 2008.

| Châssis             | Conception Pescarolo Sport monocoque carbone                                                                                             |
| Carrosserie         | Carbone |
| Moteur              | Judd GV 5,5 L atmosphérique |
| Transmission        | Boîte de vitesses X-Track séquentielle à 6 rapports, commande automatisée Megaline au volant                                             |
| Suspension          | Double triangle, poussants et combinés ressorts-amortisseurs PKM horizontaux (sur coque à l’avant, sur la boîte de vitesses à l’arrière) |
| Roues               | Jantes BBS 18 pouces |
| Freins              | AP-Racing disques et plaquettes Messier-Bugatti, 15" à l’avant et 15" à l’arrière                                                        |
| Pneumatiques        | Michelin |
| Direction           | Assistée électrique Kayaba |
| Dimensions          | |
| Longueur            | 4 546 mm |
| Largeur             | 1 998 mm |
| Empattement         | 2 795 mm |
| Poids à vide        | 900 kg + 15 kg de lest |
| Réservoir d'essence | 75 litres |

## Palmarès
- Le Mans Series

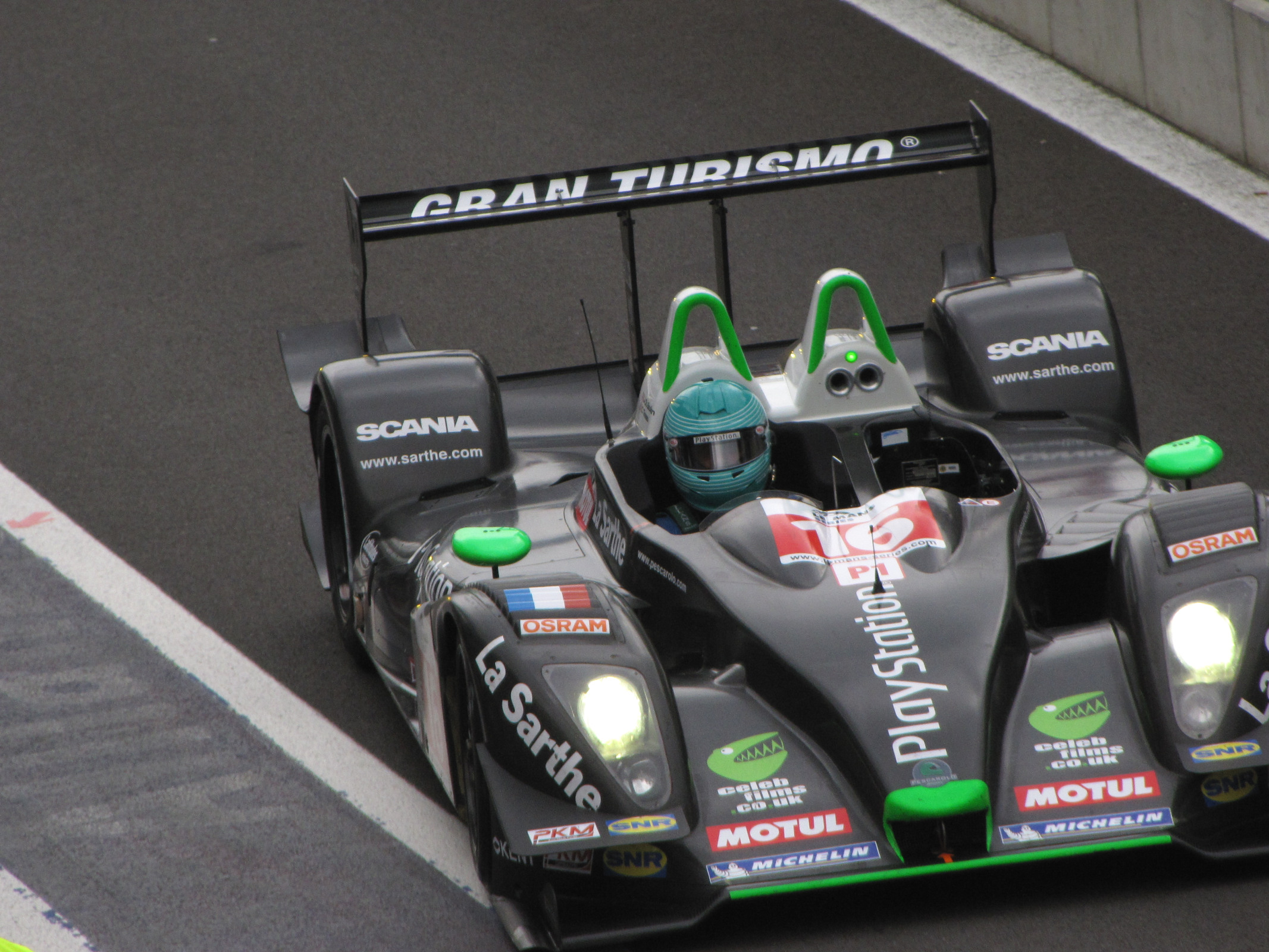
Le châssis no 8 de Pescarolo Sport en 2009.

  - Vainqueur des 1 000 km d'Algarve en 2009 avec Pescarolo Sport
  - Vainqueur des 6 Heures du Castellet en 2011 avec Pescarolo Team
  - Vainqueur des 6 Heures d'Estoril en 2011 avec Pescarolo Team
  - Vainqueur des 6 Heures de Donington lors des Le Mans Series 2012 avec OAK Racing

- Asian Le Mans Series
  - Double champion en 2009 avec Sora Racing en LMP1 et OAK Racing en LMP2
  - Champion en 2010 avec OAK Racing en LMP2
  - Vainqueur de la première course des 1 000 kilomètres d'Okayama 2009 avec Sora Racing en LMP1
  - Vainqueur des deux courses des 1 000 kilomètres d'Okayama 2009 avec OAK Racing en LMP2
  - Vainqueur des 1 000 kilomètres de Zhuhai 2010 avec OAK Racing en LMP2

- American Le Mans Series
  - Vainqueur de la catégorie LMP2 à Mosport et à Road America lors des American Le Mans Series 2012 avec le Conquest Racing

- 24 Heures du Mans
  - 3e en 2007 avec Pescarolo Sport

## Technique
Depuis le début, la Pescarolo 01 est associée à des moteurs Judd. Les premiers châssis ont accueilli le moteur Judd GV5 V10 déjà utilisé par la Pescarolo C60. Le Pescarolo Team est resté fidèle à ce moteur en 2011 en l'adaptant à la nouvelle réglementation.
En 2008, le Saulnier Racing a souhaité engager le nouveau châssis no 6 en catégorie LMP2 et a utilisé le nouveau moteur Judd DB V8. Toutefois, à l'occasion du changement de nom de l'écurie en OAK Racing et d'un accord de partenariat avec Mazda, le moteur 2009 devient le MZR-R.
En 2010, le OAK Racing revient au moteur Judd DB V8 dans la catégorie LMP2, mais le changement de réglementation de 2011 classe désormais ce moteur en catégorie LMP1. L'écurie engage alors deux voitures équipées de ce moteur en catégorie LMP1 dans l'Intercontinental Le Mans Cup et équipe deux autres voitures pour la catégorie LMP2 avec le moteur Judd-BMW HK V8 conçu pour la nouvelle réglementation de la catégorie.
De 2010 à 2014, Oak racing utilise toujours le châssis de la Pescarolo 01 sur les Morgan LMP2 victorieuses aux 24 Heures du Mans en 2013 ainsi que du championnat du monde d'endurance de la FIA la même année. Les clients possédant des châssis LMP2 sont par exemple, Pegasus Racing, Thiriet by TDS Racing, ou Morand Racing. 
En 2007, Kruse Motorsport utilise aussi le moteur Judd XV675, développé initialement pour le Champ Car.

## Châssis

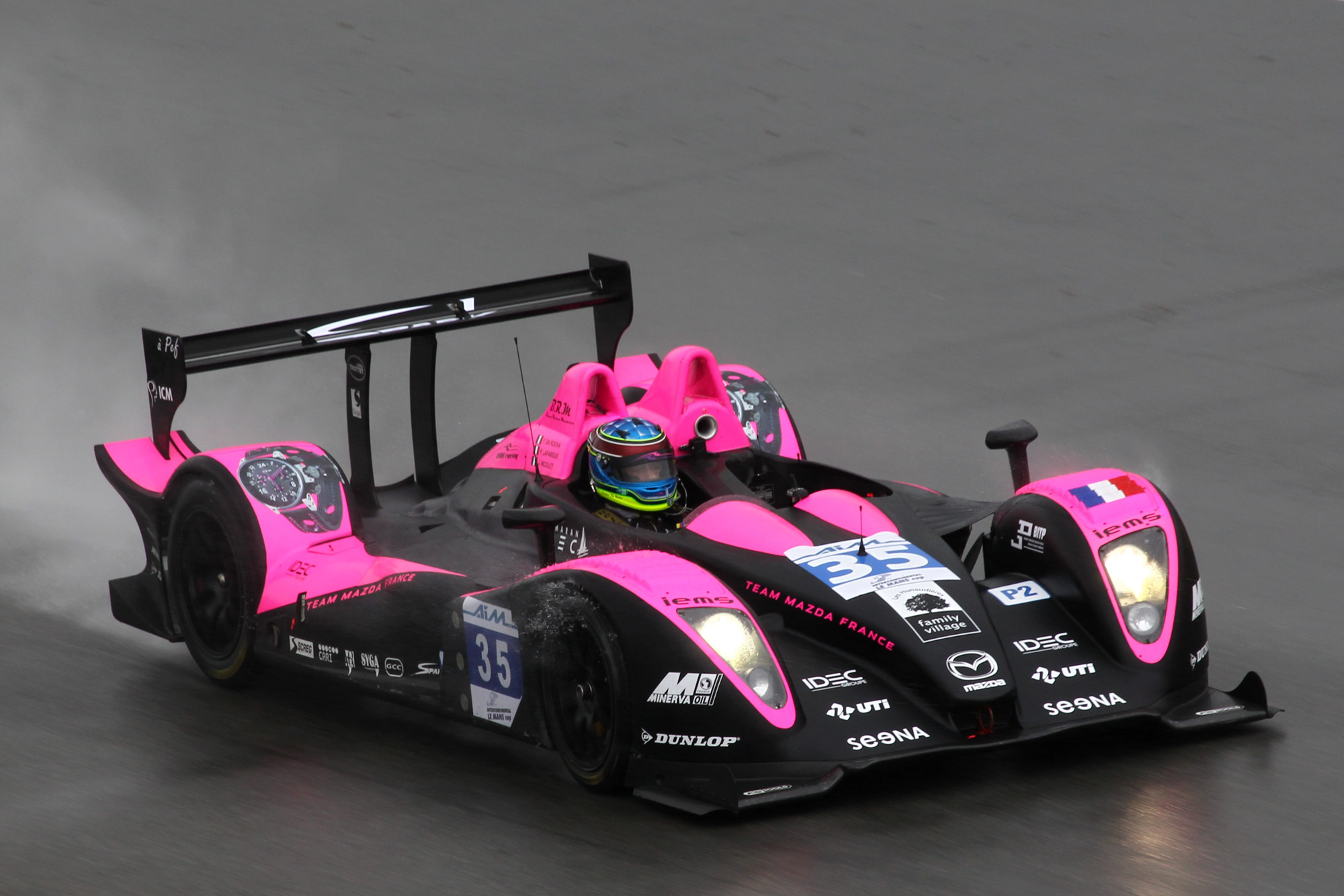
Le Pescarolo 01 OAK Racing victorieuse en LMP2 à Zhuhai en 2010.

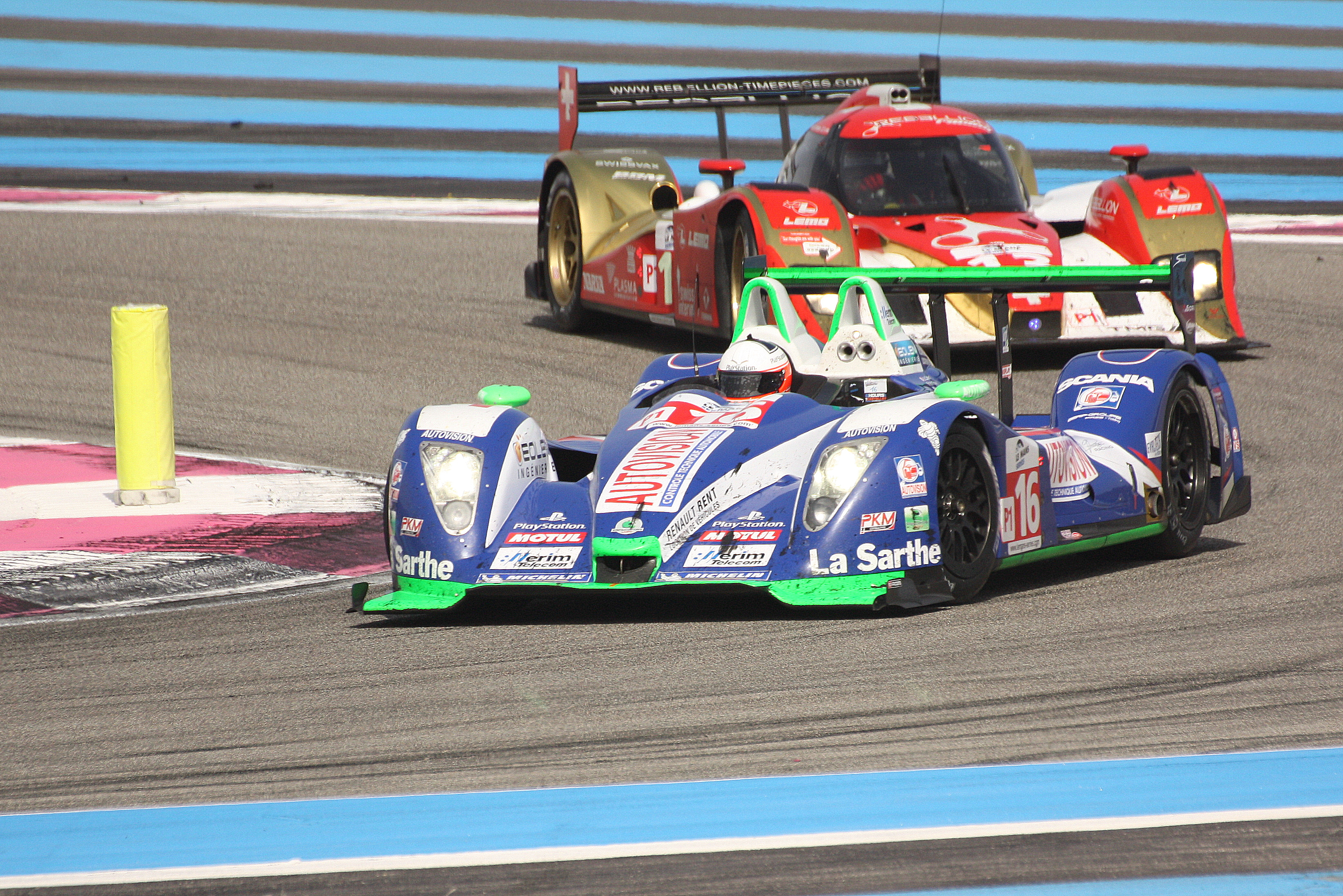
Le châssis no 8 du Pescarolo Team en 2011.

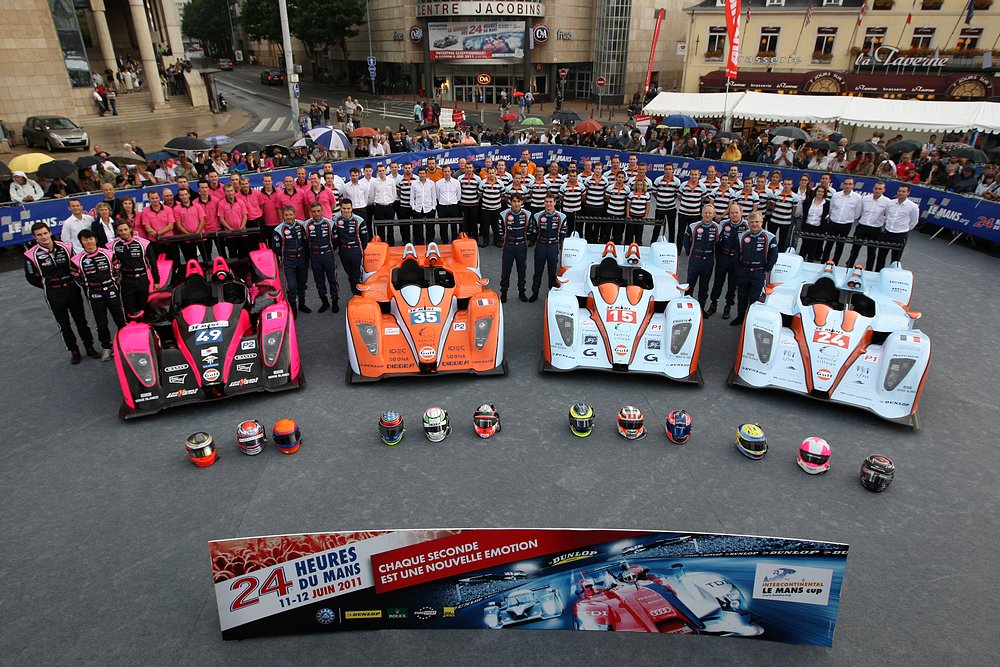
Les quatre Pescarolo 01 du OAK Racing au Mans en 2011.

Dans la liste des neuf châssis fabriqués, cinq sont actifs en 2011, quatre chez OAK Racing et un chez Pescarolo Team. C'est ce dernier qui a remporté la totalité des victoires en LMP1 de la voiture.
En 2010, le châssis no 1 est à la disposition du Pescarolo Team alors que les trois derniers ne sont plus actifs. Le châssis no 2 a été détruit en fin de saison 2007, le châssis no 3 était destiné à un projet de Lister qui n'a jamais abouti et le châssis no 4 n'est plus engagé depuis son rachat par le Mundill Racing. La fabrication reprise par Oak Racing en 2010 suit son cours car il est toujours utilisé sur les Morgan LMP2.
| N° | Année     | Équipe            | Moteur         | Championnat                                                               |
| -- | --------- | ----------------- | -------------- | ------------------------------------------------------------------------- |
| 1  | 2007-2010 | Pescarolo Sport   | Judd GV5 V10   | Le Mans Series / 24 Heures du Mans                                        |
| 1  | 2011      | Pescarolo Team    | Judd GV5 V10   | Aucun engagement                                                          |
| 2  | 2007      | Kruse Motorsport  | Judd XV675     | Le Mans Series / 24 Heures du Mans                                        |
| 3  | 2007      | Lister Racing     |                | Aucun engagement                                                          |
| 4  | 2007-2008 | Rollcentre Racing | Judd GV5 V10   | Le Mans Series / 24 Heures du Mans                                        |
| 4  | 2009      | Mundill Racing    | Judd GV5 V10   | Aucun engagement                                                          |
| 5  | 2007      | Pescarolo Sport   | Judd GV5 V10   | Le Mans Series / 24 Heures du Mans                                        |
| 5  | 2008      | Saulnier Racing   | Judd GV5 V10   | Le Mans Series / 24 Heures du Mans                                        |
| 5  | 2009      | OAK Racing        | Mazda MZR-R    | Le Mans Series / 24 Heures du Mans / Asian Le Mans Series                 |
| 5  | 2010-2011 | OAK Racing        | Judd DB V8     | Le Mans Series / 24 Heures du Mans / Intercontinental Le Mans Cup         |
| 6  | 2008      | Saulnier Racing   | Judd DB V8     | Le Mans Series / 24 Heures du Mans                                        |
| 6  | 2009      | OAK Racing        | Mazda MZR-R    | Le Mans Series / 24 Heures du Mans                                        |
| 6  | 2010-2011 | OAK Racing        | Judd DB V8     | Le Mans Series / 24 Heures du Mans / Intercontinental Le Mans Cup         |
| 7  | 2008      | Pescarolo Sport   | Judd GV5 V10   | Le Mans Series / 24 Heures du Mans                                        |
| 7  | 2010-2011 | OAK Racing        | Judd DB V8     | Le Mans Series / 24 Heures du Mans / Intercontinental Le Mans Cup         |
| 8  | 2009-2010 | Pescarolo Sport   | Judd GV5 V10   | Le Mans Series / 24 Heures du Mans / Asian Le Mans Series                 |
| 8  | 2011-2012 | Pescarolo Team    | Judd GV5 V10   | Le Mans Series / 24 Heures du Mans / Championnat du monde d'endurance FIA |
| 9  | 2010      | OAK Racing        | Judd DB V8     | Le Mans Series / 24 Heures du Mans                                        |
| 9  | 2011      | OAK Racing        | Judd-BMW HK V8 | Le Mans Series / 24 Heures du Mans                                        |